# Charles Edward Hubbard
Charles Edward Hubbard  ( 1900, Norfolk -1980 ) fue un botánico, agrostólogo inglés. Fue considerado "autoridad mundial en la clasificación y reconocimiento de gramíneas".
A instancias de su padre, comienza a trabajar en los jardines botánicos Reales de Sandringham, donde era funcionario. En 1920 pasa a los Jardines de Kew, y en 1923 pasa a su herbario, dando comienzo a enérgicos y talentosos estudios agrostológicos. Charles visita el "Queensland Herbarium" entre 1930 y 1931, como botánico de intercambio, mientras a su vez William Francis va un año a Kew. Durante su corta estadía colecta 15.000 especímenes, y en febrero de 1931 visita Queensland Central recolectando en la vecindad de Rockhampton y del río Fitzroy. En doce meses Hubbard examina cada espécimen de Poaceae en el Herbario de Queensland estimulando a Stan Blake a investigar en pastos y Cyperaceae.
Alcanza la posición de curador del Herbario y de la Biblioteca de Kew en 1957. Posteriormente oposita y gana el puesto de Subdirector de Kew Gardens. Se retirará en 1965.

## Algunas publicaciones
- 1940. Hubbard, CE; RE Vaughan. The Grasses of Mauritius & Rodríguez
- 1948. Hutchinson, J; CE Hubbard. British Flowering Plants. Evolution & classification of families & genera, with notes on their distribution ... & an account of the Gramineae × CE Hubbard
- 1952. Hubbard, CE; EWB Redhead; P Taylor; WB Turrill; B Verdcourt. Flora of Tropical East Africa. Edits.: W. B. Turrill & E. Milne Redhead
- 1958. Hubbard, CE; G Jackson; PO Wiehe. An Annotated Check List of Nyasaland Grasses, Indigeneous & Cultivated

### Libros
- 1968. Grasses (Pelican). Penguin Books Ltd. 464 pp. ISBN 0-14-020295-1

- 1992. Grasses: A Guide to Their Structure, Identification, Uses & Distribution: v. 1 (Penguin Press Science). Ed. Penguin Books Ltd. 480 pp. ISBN 0-14-013227-9

## Honores
- En 1967 es galardonado con la Medalla linneana de Oro, por su obra como agrostólogo
- 1970: medalla Veitch

### Eponimia
Género
- Hubbardochloa P.Auquier 1980[2]

Especies
- (Chenopodiaceae) Chenopodium hubbardii Aellen[3]

- (Cyperaceae) Carex hubbardii Nelmes[4]

- (Euphorbiaceae) Sauropus hubbardii Airy Shaw[5]

- (Fabaceae) Acacia hubbardiana Pedley 1969[6]

- (Pandanaceae) Pandanus hubbardii H.St.John[7]

- (Poaceae) Acroceras hubbardii (A.Camus) Clayton[8]

- (Poaceae) Digitaria hubbardii Henrard[9]

- (Poaceae) Poa hubbardiana Parodi[10]

- (Poaceae) Tristachya hubbardiana Conert[11]

- (Poaceae) Festulpia × hubbardii Stace & R.Cotton[12]

- (Poaceae) Ischaemum hubbardii Bor[13]

- (Poaceae) Iseilema hubbardii Uppuluri[14]

- (Poaceae) Lolium × hubbardii Jansen & Wachter ex B.K.Simon[15]

- (Poaceae) Phleum hubbardii D.Kováts[16]

- (Poaceae) Sporobolus hubbardii A.Chev.[17]

- (Poaceae) Triodia hubbardii N.T.Burb.[18]

- La abreviatura «C.E.Hubb.» se emplea para indicar a Charles Edward Hubbard como autoridad en la descripción y clasificación científica de los vegetales.[19]